# 帽儿瓜
帽儿瓜（学名：Mukia maderaspatana）为葫芦科帽儿瓜属下的一个种。